# Amigos de Fox
Amigos de Fox era el nombre de la organización civil de apoyo a Vicente Fox  como presidente de México. Esta organización fue creada en 1999 por José Luis González González, también conocido como "El Bigotón", un empresario, amigo de Fox y ex empleado de Coca-Cola México, como Fox.
Después de la elección y durante el gobierno de Vicente Fox (2000–2006) los diferentes grupos expresaron preocupación por la administración de los fondos que reunió la organización. Lino Korrodi, director financiero, y Carlota Robinson fueron acusados de triangulación de fondos a la organización. Después un ciudadano pidió a la entonces Fiscalía Especializada para la Atención de Delitos Electorales (FEPADE) del entonces Procuraduría General de la República (PGR) esto fue negado. La PGR declaró que reservaría la información por 12 años porque liberándolo se arriesgaría la vida, la seguridad y la salud de las personas que implicaron con la organización. En respuesta a esto, el entonces Instituto Federal de Acceso a la Información (IFAI) ha instruido a la PGR a revelar la información.